# Azine (dérivés de l'hydrazine)
Pour les articles homonymes, voir Azine.

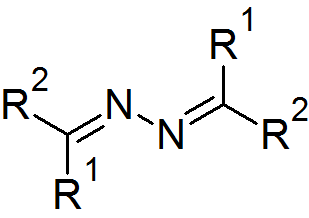
Formule générale d'une azine. Pour les aldazines, R^{2} = H.

Les azines sont une famille de composés organonitrés comportant un groupe RR'C=N-N=CRR'. Historiquement, ce sont les produits de la condensation de deux composés carbonylés avec une hydrazine. Elles sont toujours définies ainsi par l'IUPAC, bien qu'elles soient en général de nos jours synthétisées par des méthodes plus efficaces.
Les azines  se séparent en deux sous-familles, les cétazines et les aldazines, respectivement quand les deux composés carbonyles sont soit des cétones, soit des aldéhydes. Dans ce cadre, l'azine la plus simple est le 2,3-diazabutadiène et la plus simple cétazine est l'acétone azine.